# カシーラ
座標: 北緯54度50分 東経38度09分 / 北緯54.833度 東経38.150度

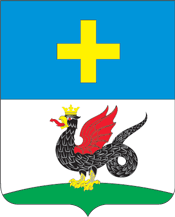
カシーラの市章

カシーラ（カシラ、ロシア語: Каши́ра、ラテン文字表記の例: Kashira）は、ロシアのモスクワ州にある都市。人口は4万5922人（2021年） 。モスクワの南115キロメートルに位置する。オジェリェーリエの町からは北西へ10キロメートル。オカ川の南岸（右岸）にある。

## 歴史

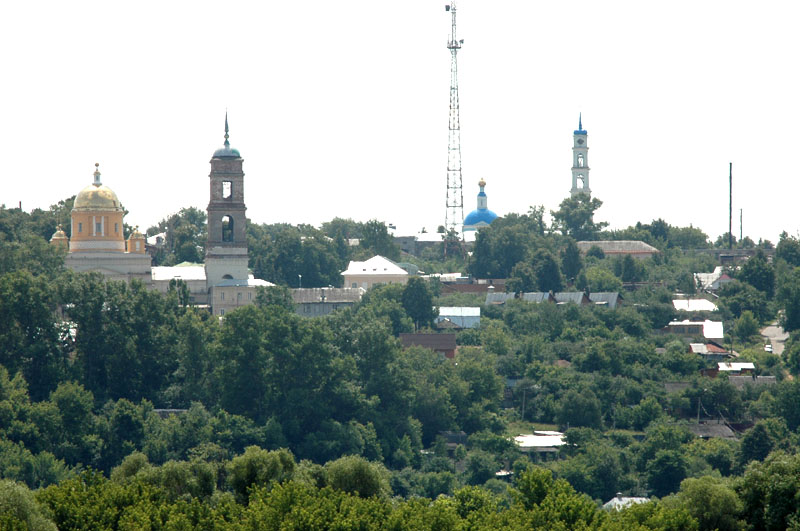
オカ川対岸から眺めたカシーラの歴史的中心部

カシーラは1356年の記録に、カシーラ（Кашира）という名の村として初出しており、これはコシーラ川（現在のカシルカ川）にちなむ。モスクワ州の町の中でも歴史の古い町である。当時のカシーラはオカ川の北にあり、その場所には現在スタラヤ・カシーラ（旧カシーラ）という村がある。カシーラはモスクワ大公国の南の国境地帯に位置する町であり、軍事的に重要だったがたびたび破壊された。1480年にはタタール人の襲撃に備えイヴァン3世によりあらかじめ焼き払われた。カザン・ハン国の王子で後にハンとなったアブドゥッラティーフ（ガブデルラティーフ、在位1496年 - 1502年）はモスクワ大公国に派遣されていた時期にこの町を与えられていた。カシーラの市の紋章にはカザンの象徴であるユラン（竜）があしらわれている。

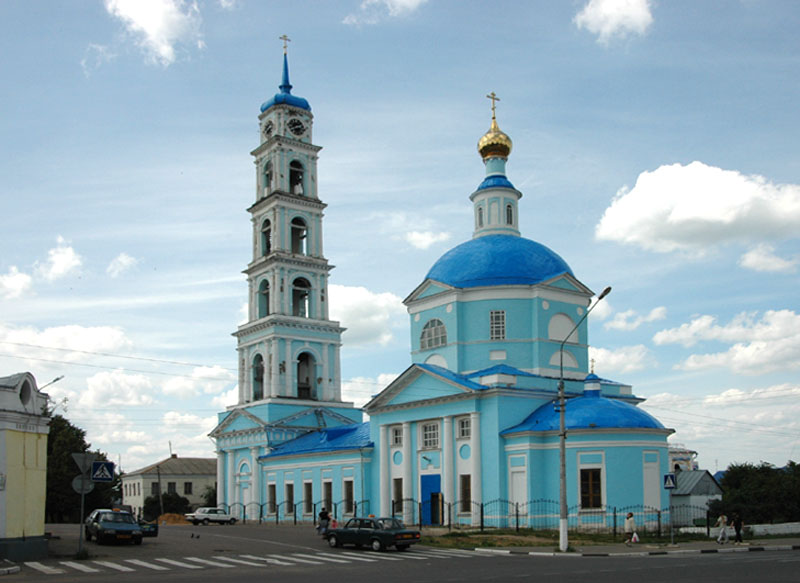
カシーラのヴヴェデニヤ聖堂

現在のカシーラの町の創建の年は、古い町が1592年と1596年のクリミア・ハン国による襲撃で破壊された後、町がオカ川の左岸（北岸）から右岸（南岸）へと移転し防御も新しくされた1619年とされる。しかし17世紀末には国境は南へと移動し、カシーラの軍事的重要性は失われた。
18世紀には、オカ川の水運とモスクワ・トゥーラ・セルプホフなどを結ぶ街道とが交わる、産業と交易の町として発展した。1777年には市の地位を与えられ、トゥーラ県の一部として交易で栄えたが、1860年にモスクワ＝リャザン＝クルスクの鉄道が開通すると路線から外れていたためにカシーラ経由の流通は衰退した。1900年にはモスクワからリペツク方面へ伸びる鉄道が開通した。1923年にはモスクワ州の一部となった。
第二次世界大戦（独ソ戦）では、カシーラはモスクワの戦いにおける戦場となった。1941年11月にはモスクワへと北上するドイツ国防軍が占領しているが、まもなく退却している。

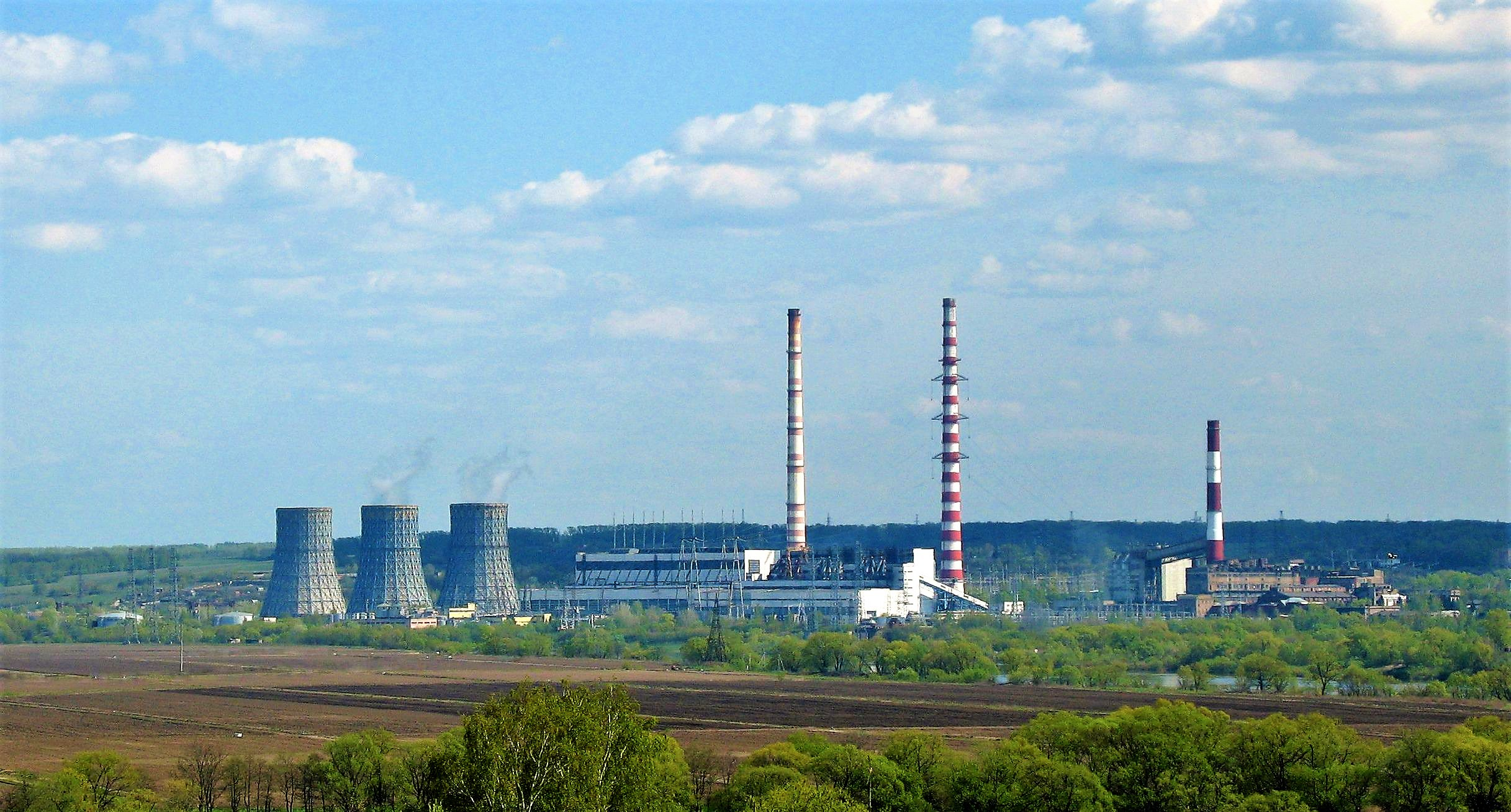
カシーラ火力発電所

戦後はカシーラ市の面積は拡大した。1920年代に大きな火力発電所建設と同時に開かれたノヴォカシルスク市を1963年に併合している。この発電所は近代化工事を受け、現在もカシーラの主な産業となっている。
カシーラの歴史的な建物は、18世紀末のカシーラ全盛期から20世紀初頭にかけて建てられたものであり、主に19世紀に建てられた多くの聖堂が残る。市街地の主な建物には、19世紀以来の木造平屋の住宅や新古典主義建築が多い。

## 産業と交通

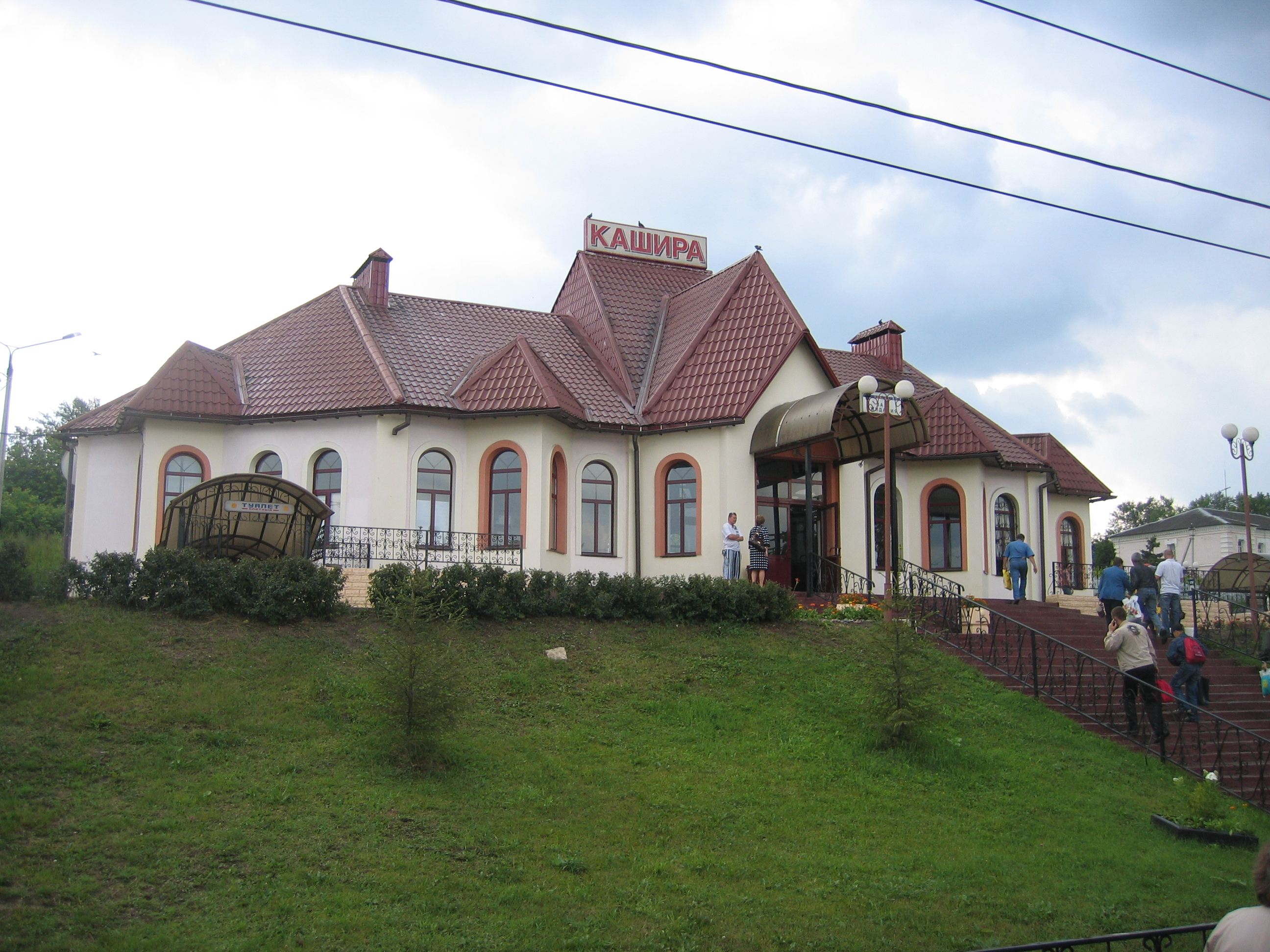
カシーラ駅

カシーラの主な産業には、火力発電所のほか、造船、金属工業、農業機械工業、レンガ工場、家具工場、繊維工場、食品工場などがある。
道路交通では、モスクワからノヴォロシースクへ向かうM4幹線道路が通り、ここでアストラハンへ向かうM6幹線道路が分岐している。
モスクワのパヴェレツ駅からウクライナのドネツク炭田（ドンバス）へ伸びる鉄道路線は1900年に開通し、モスクワ、ドモジェドヴォ、オジェリェーリエなどへの近郊列車が出ている。